# VfB Stettin
VfB Stettin was een Duitse voetbalclub uit de Pommerse stad Stettin, dat tegenwoordig het Poolse Szczecin is.

## Geschiedenis
De club werd opgericht in 1908 als Britannia Stettin. In 1914 werd de naam gewijgid in VfB Stettin omdat Britannia verwees naar de vijand in de Eerste Wereldoorlog.
In 1937 sloot Reichspost Stettin zich bij de club aan. Na het einde van de oorlog werden alle Duitse voetbalclubs ontbonden, Stettin werd nu een Poolse stad en de club hield op te bestaan.